# Verruyes
Verruyes – miejscowość i gmina we Francji, w regionie Nowa Akwitania, w departamencie Deux-Sèvres.
Według danych na rok 2020 gminę zamieszkiwały 896 osoby, a gęstość zaludnienia wynosiła 33,9 osób/km² (wśród 1467 gmin regionu Poitou-Charentes Verruyes plasuje się na 338. miejscu pod względem liczby ludności, natomiast pod względem powierzchni na miejscu 226.).